# 宮古フェリー

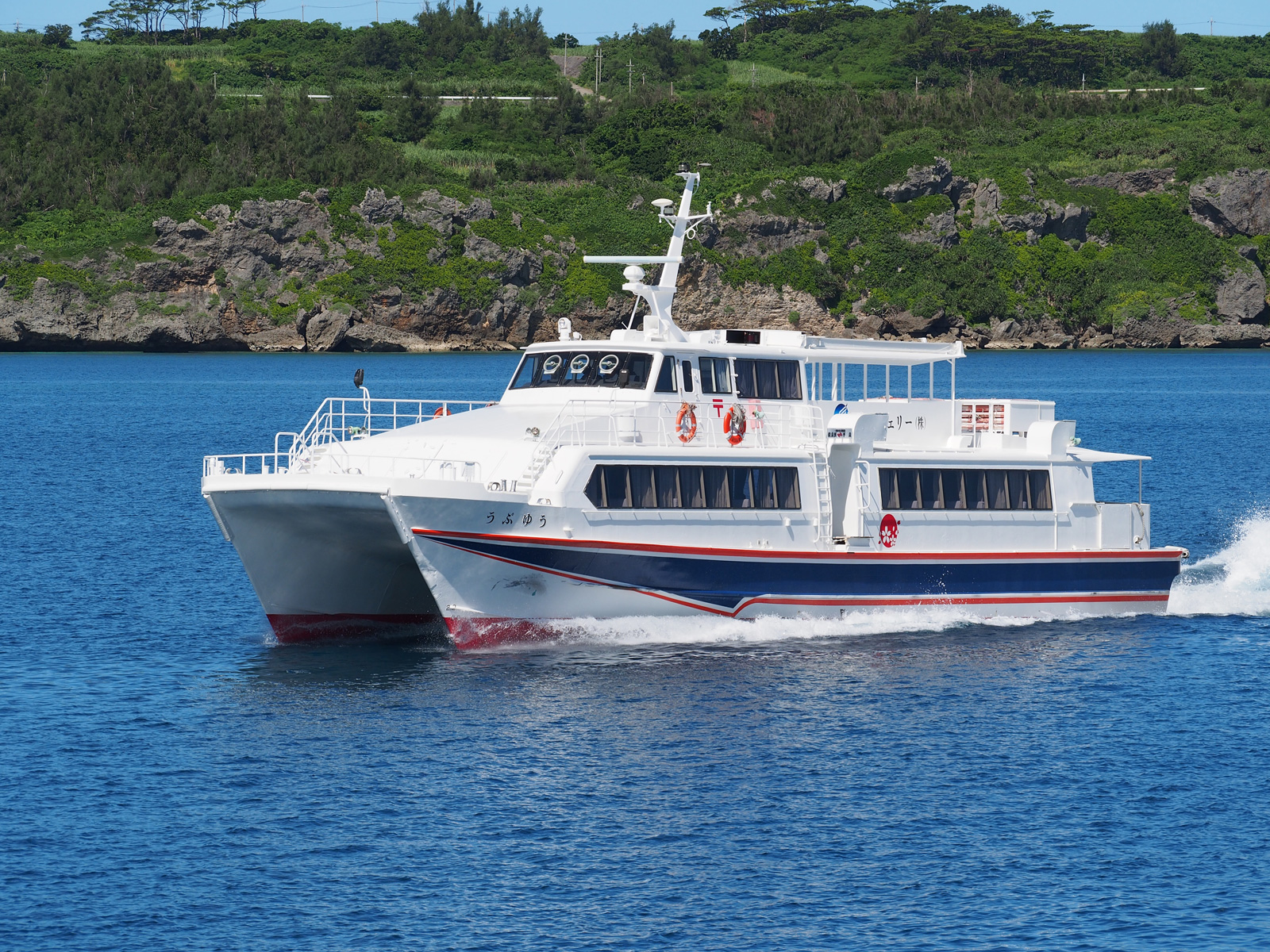
うぷゆう（伊良部島沖）

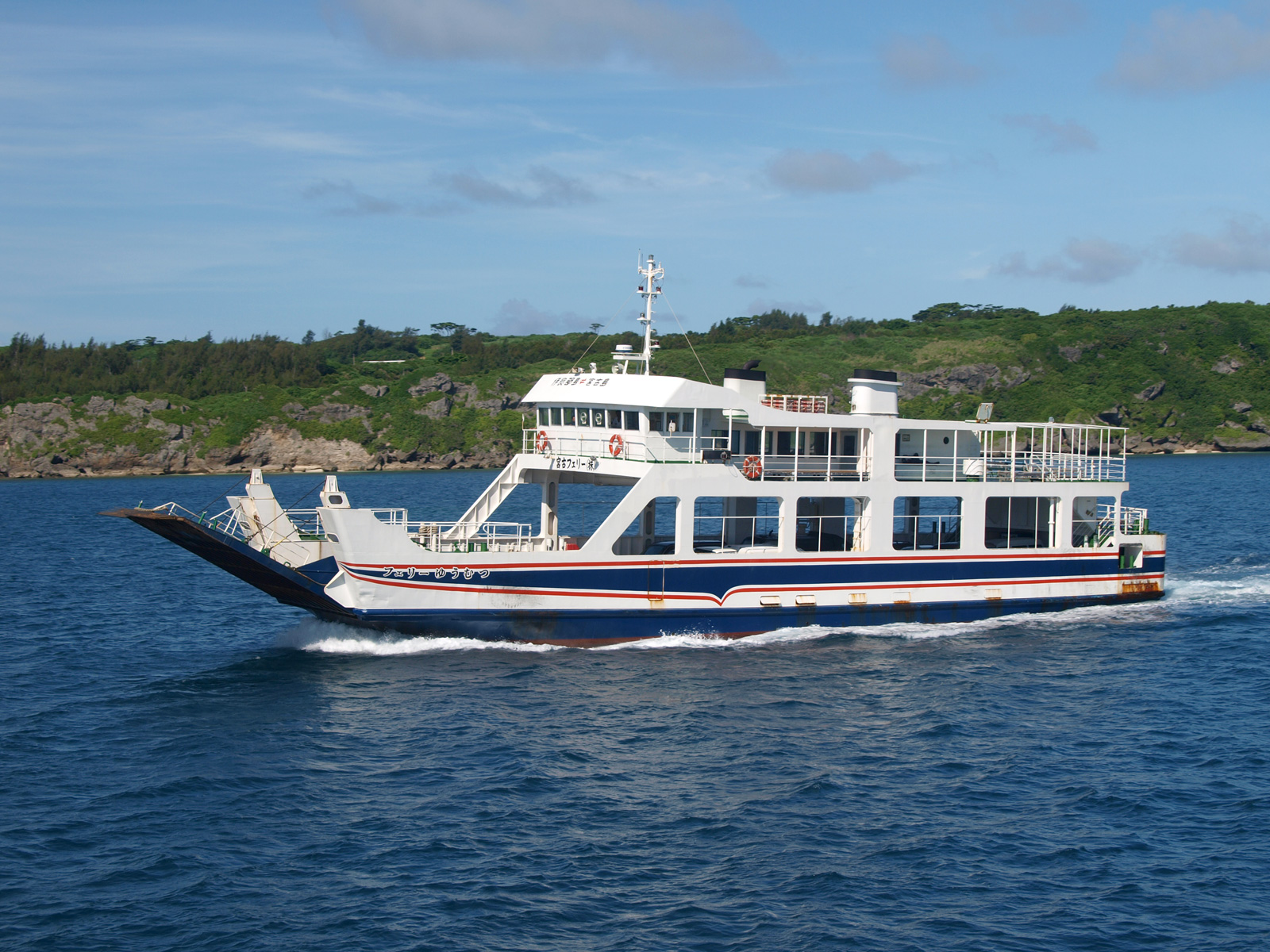
フェリーゆうむつ（伊良部島沖）

宮古フェリー株式会社（みやこフェリー）は、かつて沖縄県宮古島市平良に本社を置き、平良港（宮古島）と佐良浜港（伊良部島）間の一般旅客定期航路（旅客船、フェリー）を運航していた海運会社である。この航路ははやて（旧はやて海運）とのダブルトラックであった。

## 沿革

### 前史
当社等によると、伊良部島と宮古島の間には、明治時代末期に渡口港からの航路に「バトンミ丸」、佐良浜港からの航路に「キイナカ丸」の2隻の帆船が就航した。1920年頃には渡口航路に発動機船「ガラサ丸」が就航。2、3年後には佐良浜航路にも発動機船が就航した。
第二次世界大戦後には、米軍から払い下げられた船舶が就航。その後、佐良浜航路に「第3旭丸」、「雄勝丸」、長山港からの航路に「勝幸丸」が就航し競争が過熱した。

### 宮古フェリーの発足
1966年（昭和41年）には、当社の前身となる合名会社伊良部海運が宮古-伊良部航路の免許を取得。その後は当社及びはやてが共に伊良部航路の定期船運航を行ってきた。

### 定期航路の廃止
しかし、2015年（平成27年）1月31日に宮古島と伊良部島の間に伊良部大橋が開通し、本航路は同日をもって廃止された。
航路廃止後、当社は解散するとも、存続し新たな事業を行う予定とも報じられたが、2015年（平成27年）12月22日に清算の結了等により登記記録の閉鎖等が行われている。

## 船舶

### 航路廃止時の船舶
高速船
- うぷゆう

1996年（平成8年）6月進水、三保造船所（大阪）建造。
112総トン、航海速力28ノット。旅客定員197名。
- ゆがふ

2001年（平成13年）7月15日進水、三保造船所（大阪）建造。
19総トン、航海速力32ノット、旅客定員97名。
通常の運航はうぷゆうで行っており、ゆがふはうぷゆうの故障時やドッグ入り時の代替船として使われていた。
カーフェリー
- フェリーゆうむつ[10]

1995年（平成7年）1月進水、同年3月竣工、井筒造船所建造。
191総トン、全長37.50m、型幅9.50m、型深さ3.10m、ディーゼル、機関出力1,000ps、航海速力11.95ノット。
旅客定員200名、トラック6台または乗用車25台。

### 過去の船舶
旅客船・高速船
- 第三はやて丸[11]

ディーゼル
- かりゆし[11]

1974年竣工、深寿造船工業建造。FRP製。
64総トン、垂線間長19.5m、型幅4.8m、型深さ2.3m、ディーゼル、機関出力790ps、航海速力21ノット。
旅客定員150名。
- 第三かりゆし[12]

1980年10月竣工、鈴木造船建造。
122.17総トン、全長25.30m、型幅5.40m、型深さ2.20m、ディーゼル、機関出力1,080ps、航海速力23.87ノット。
旅客定員200名
- 第五かりゆし[13]

1980年竣工、スピリアボート建造。FRP製。
39.66総トン、登録長19.3m、型幅3.9m、型深さ1.5m、ディーゼル、機関出力540ps、航海速力24ノット。
旅客定員78名。
- しぶき三号[12]

1973年10月竣工、日立造船神奈川工場建造。水中翼船PT-50、もと防予汽船。
129.98総トン、全長27.54m、型幅5.84m、型深さ3.56m、ディーゼル2基、機関出力2,200ps、航海速力32.0ノット。
旅客定員123名。
- さざなみ[10]

1978年3月竣工、三保造船所建造。もと生口汽船。
125.75総トン、全長25.95m、型幅5.80m、型深さ2.60m、ディーゼル、機関出力2,200ps、航海速力25ノット。
旅客定員150名。
カーフェリー
- あさしお丸[15]

1965年12月竣工、博多船渠建造。もと平戸口運輸。
146.73総トン、全長28.56m、型幅7.50m、型深さ2.50m、ディーゼル1基、機関出力350ps、航海速力10.5ノット。
旅客定員256名、大型バス2台・乗用車2台
- やえびし → フェリーやえびし[12]

1972年2月竣工、備南船舶工業建造。もと蒲刈フェリー「第三いくち」。
193.60総トン、全長33.00m、型幅7.80m、型深さ2.80m、ディーゼル1基、機関出力700ps、航海速力11.7ノット。
旅客定員325名、大型バス4台または乗用車20台。
- フェリーかりゆし[12]

1980年7月竣工、南九州造船建造。
134.56総トン、全長33.50m、型幅7.10m、型深さ2.54m、ディーゼル2基、機関出力1,300ps、航海速力13.00ノット。
旅客定員94名、乗用車4台。

## かつて運航していた航路
一般旅客定期航路
- 平良港 - 佐良浜港
  - 高速旅客船：1日10便（10-3月）/11便（4-9月）、約10-13分[16]。
  - カーフェリー：1日7便、約25分[16]。
- 平良港 - 長山港
  - カーフェリー：月3便、約30分[16]。2010年度まで運航実績あり[17]。

その他
- 多良間島での八月踊りの期間中に、平良港 - 多良間港普天間地区間を運航。[要出典]
- 旧暦3月3日前後に八重干瀬上陸ツアーを行ってきたが、伊良部大橋開通による平良港 - 佐良浜港の一般旅客定期航路廃止に伴い、2014年（平成26年）のツアーが最後となった[18]。